# Lupinus mutabilis
Espèce
Lupinus mutabilis, le lupin changeant ou lupin andin, nommé chocho ou tarwi en Équateur est une espèce de plantes à fleurs dicotylédones de la famille des Fabaceae.
Le lupin andin est l'une des quatre espèces de lupin (avec le Lupin bleu à feuilles étroites (Lupinus angustifolius), le Lupin blanc (Lupinus albus) et le Lupin jaune (Lupinus luteus)), qui conviennent à la consommation humaine. C'est aussi la seule légumineuse à grains comestibles ou légumes secs originaire des Andes, les trois autres lupins provenant du Moyen-Orient, du sud de l'Europe et d'Afrique du Nord.

## Origine
De la sous-famille des Faboideae, elle est originaire des Andes en Amérique du Sud. Cette espèce, appelée tarwi en quechua, est apparemment inconnue à l'état sauvage. Elle est domestiquée à l'époque pré-inca et toujours cultivée dans les régions andines pour ses graines riches en protéines et en matière grasse, malgré la présence d'alcaloïdes qui les rendent amères[réf. souhaitée].
Dès l'époque coloniale puis républicaine, la culture du lupin est progressivement dévalorisée, sa consommation réduite au strict minimum et certains systèmes agricoles disparaissent. Malgré cette marginalisation, les communautés indigènes des pays andins conservent et utilisent la variabilité génétique de ces cultures jusqu'à aujourd'hui.

## Caractéristiques
C'est une plante herbacée annuelle, au cycle cultural de 180 à 240 jours, pouvant atteindre de 50 à 250 cm de haut. Semée associée à d'autres cultures, sans travail du sol et sans travaux culturaux, on l'utilise pour sa production de graines et d'engrais vert en Équateur, au Chili et au nord-est de l'Argentine et pousse entre 2800 et 3600 mètres d'altitude.
Le lupin des Andes est cultivé comme culture d'été dans le nord et le centre de l'Europe et comme culture d'hiver dans les conditions méditerranéennes.

### Valeurs Agronomiques
Elle est reconnue comme la plus performante des légumineuses pour fixer l'azote de l'air, et considérée comme le meilleur engrais vert  avec des capacités de fixation du phosphate et de tolérance aux sols pauvres, à la sécheresse et aux basses températures.

## Alimentation humaine
Ses graines sont utilisées en légumes sec, d'innombrables façons, dans les préparations salées et sucrées. La valeur nutritionnelle du lupin en fait un aliment très intéressant pour l'homme. Elles comprennent des protéines (51%), des fibres (13%), du calcium (0,37%), du fer (61 ppm), du zinc (92 ppm), des matières grasses (21,9 %) et des isoflavones, entre autres.

## Autres applications
Des applications à valeur ajoutée sont recherchées en Europe pour substituer le lupin andin au soja comme pour les domaines de production de cosmétiques et l'alimentation comme les rouges à lèvres, les soins de la peau anti-âge, les yaourts prébiotiques, les pâtes à tartiner et tablettes de chocolat végan.

## Sensibilisation et recherches

### Équateur - Symposium Régional du Lupin ou Tarwi
En 2016, l'Année internationale des légumineuses (AIL) est proclammée par l'Assemblée générale des Nations Unies (AGNU) et organisée par l'Organisation des Nations Unies pour l'alimentation et l'agriculture (FAO). Cet évènement mondial de mise en avant des légumineuses a pour objectif de sensibiliser le public aux bienfaits nutritionnels des légumineuses, dans un cadre de production alimentaire durable, en visant à atteindre la sécurité alimentaire nutritionnelle. 
Étant donné l'importance du lupin pour l'agriculture, l'alimentation, la nutrition et la santé dans la région de l'Équateur, et par conséquent l'importance pour la sécurité alimentaire et nutritionnelle régionale, le Symposium Régional du Lupin ou Tarwi est proposé pour cette région dans le cadre de l'Année Internationale des Légumineuses 2016 avec un objectif de création d'un réseau régional du Chocho ou Tarwi .

### Europe - Projet LIBBIO
Le projet de recherche européen LIBBIO (Lupinus mutabilis for Increasing Biomass from marginal lands and value for BIOrefineries) sur la culture du lupin des Andes en Europe est lancé du 1er octobre 2016 au 31 mars 2021. Ce projet transdisciplinaire a pour objectifs de développer des produits de consommation alimentaires, fourragers, non alimentaires et bioénergétiques à partir de variétés de lupins andins (Lupinus mutabilis) adaptés aux conditions agricoles européennes en appliquant les principes de bio-raffinerie en cascade pour la création de valeur des cultures et les technologies modernes de sélection des cultures.

## Taxinomie

### Synonymes
Selon The Plant List (5 septembre 2019) :
- Lupinus cruckshanksii Hook.
- Lupinus mutabilis var. cruckshanksii[6]
- Lupinus mutabilis var. mutabilisSelon Catalogue of Life (5 septembre 2019)[7] :

### Liste des variétés
Selon Tropicos (5 septembre 2019) (Attention liste brute contenant possiblement des synonymes) :
- variété Lupinus mutabilis var. cruckshanksii (Hook.) D. Don
- variété Lupinus mutabilis var. mutabilis
- variété Lupinus mutabilis var. roseus Vargas ex C. P. Smith